# المعهد العربي للتدريب والبحوث والإحصاء
المعهد العربي للتدريب والبحوث والإحصاء، مؤسسة عربية تأسس بإيعاز من برنامج الأمم المتحدة للتنمية عام 1971 تحت عنوان "المعهد الإقليمي للتدريب والبحوث الإحصائية لدول الشرق الأدنى"
يدار المعهد من قبل مجلس الأمناء، أعضاء المجلس هم رؤساء هيئات الأحصاء في كل الدول العربية
- (بالعربية) [http://www.aitrs.org/ الموقع الرسمي للمعهد.[1]
- (بالعربية) جامعة الدول العربية
- (بالإنجليزية) الأمم المتحدة